# Schweizer Badmintonmeisterschaft 2011
Die Schweizer Badmintonmeisterschaft 2011 fand vom 3. bis zum 6. Februar 2011 in Zürich statt. 

## Medaillengewinner
| Disziplin    | Gold                                  | Silber                         | Bronze                           |
| ------------ | ------------------------------------- | ------------------------------ | -------------------------------- |
| Herreneinzel | Christian Bösiger                     | Christoph Heiniger             | Livio Dorizzi                    |
| Herreneinzel | Christian Bösiger                     | Christoph Heiniger             | Loïc Gothuey                     |
| Dameneinzel  | Jeanine Cicognini                     | Nicole Schaller                | Tenzin Pelling                   |
| Dameneinzel  | Jeanine Cicognini                     | Nicole Schaller                | Sabrina Jaquet                   |
| Herrendoppel | Christian Bösiger Anthony Dumartheray | Thomas Heiniger Florian Schmid | Christoph Heiniger Janic Kleiner |
| Herrendoppel | Christian Bösiger Anthony Dumartheray | Thomas Heiniger Florian Schmid | Michael Andrey Marco Fux         |
| Damendoppel  | Ornella Dumartheray Sabrina Jaquet    | Monika Fischer Marion Gruber   | Cendrine Hantz Farha Razi        |
| Damendoppel  | Ornella Dumartheray Sabrina Jaquet    | Monika Fischer Marion Gruber   | Susanne Keller Yvonne Keller     |
| Mixed        | Anthony Dumartheray Sabrina Jaquet    | Livio Dorizzi Cendrine Hantz   | Thomas Heiniger Sanya Herzig     |
| Mixed        | Anthony Dumartheray Sabrina Jaquet    | Livio Dorizzi Cendrine Hantz   | Roger Schmid Ennia Biedermann    |